# السلامات (قبيلة)
السلامات قبيلة عربية ممتدة من آسيا إلى قلب أفريقيا لقد هاجرت بني سليم مع القبائل العربية الاخري الي شمال أفريقيا ومنها إلى السودان وتشاد وتنتشر في إقليم دارفور السوداني وتشاد بجانب قبائل البقارة .
السلامات أبناء سلامة بن عوف بن حرب بن خزيمة بن لؤي بن غالب بن فهر بن مالك بن النضير بن كنانة بن خزيمة بن مدركة عمرو بن الياس بن مضر بن نزار بن معد بن عدنان.